# Mandals kommun
Mandals kommun (norska: Mandal kommune) var Norges sydligaste kommun, belägen i Vest-Agder fylke. Centralort var Mandal, Norges sydligaste stad.
Inom kommunen låg ön Pysen, Norges sydligaste punkt.

## Administrativ historik
Mandals kommun bildades likt andra norska kommuner på 1830-talet. 1864 delades kommunen, varvid Halse og Harkmarks kommun bildades. 1921 överfördes ett område med 221 invånare från Halse og Harkmarks kommun. 1964 slogs kommunen samman med Halse og Harkmarks kommun samt större delen av Holums kommun. Samtidigt överfördes ett obebott område till Søgne kommun.
Den 1 januari 2020 slogs kommunen slutligen samman med Marnardals och Lindesnes kommuner under namnet Lindesnes kommun.

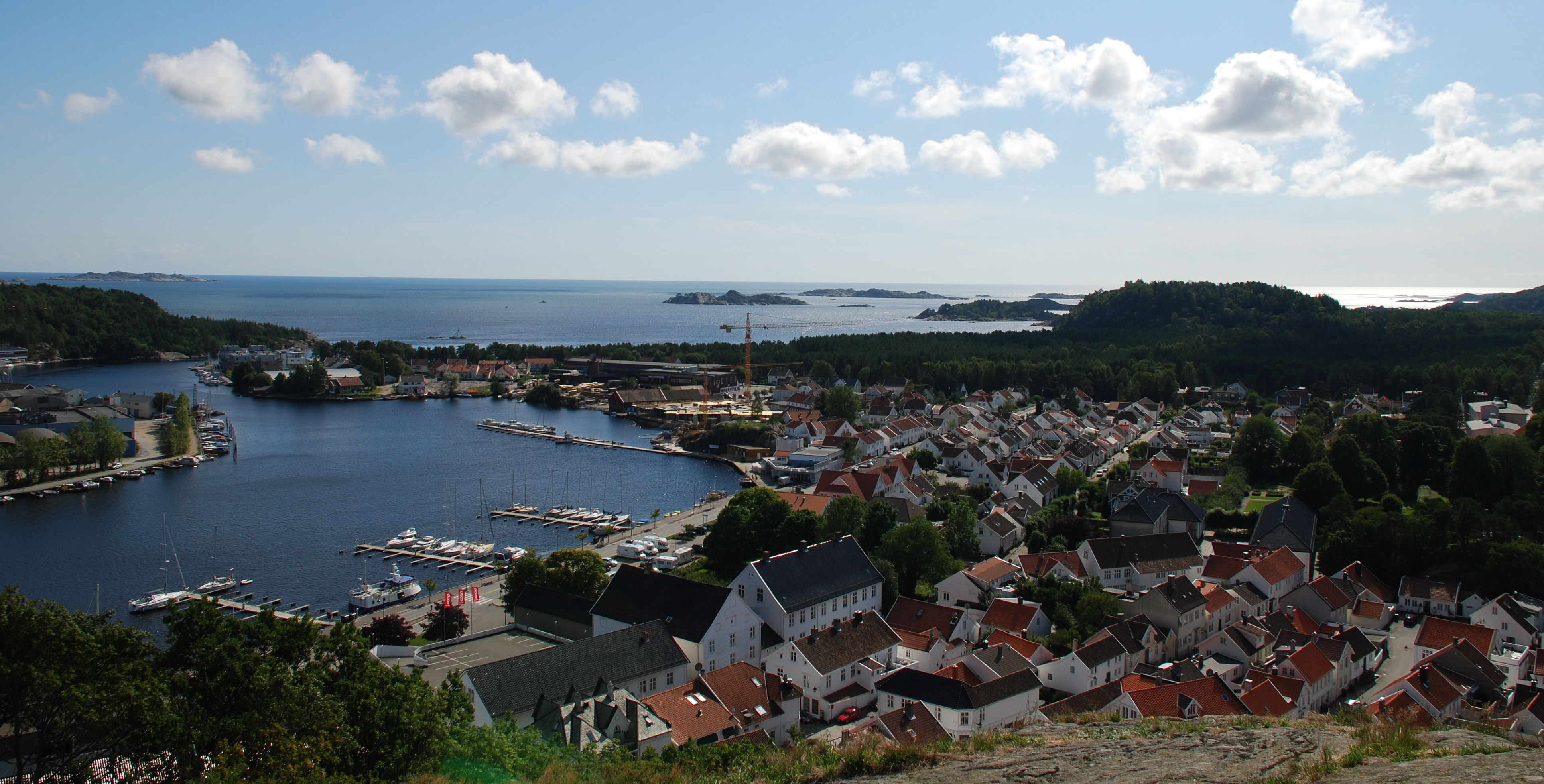
Mandal centrum och Mandalselva.